# Робредо, Лени
Мария Леонор Херона Робредо (англ. Maria Leonor Gerona Robredo), сокращённо Лени Робредо (англ. Leni Robredo) — государственный и политический деятель Филиппин, вице-президент Филиппин (2016—2022).

## Биография
Родилась 23 апреля 1965 года в филиппинском городе Наге, провинция Южный Камаринес. Её отец был судьей, а мать профессором английского языка. В 1986 году окончила экономический факультет в Филиппинском университете в Дилимане. Под влиянием событий Жёлтой революции она приняла решение поступить на государственную службу в Бикольский регион Филиппин.
В 1987 году вышла замуж за Джесси Робредо, у пары родилось трое дочерей. В 1996 году Лени Робредо поступила на службу в Департамент юстиции Филиппин. В 2012 году она заняла должность председателя Либеральной партии Филиппин в Южном Камаринесе. 18 августа 2012 года глава МВД Филиппин Джесси Робредо погиб в авиационной катастрофе.
Лени Робредо была избрана в парламент в 2013 году. На выборах 2016 года была кандидаткой Либеральной партии в вице-президенты (в тандеме с Маром Рохасом) и победила с 35,11 % (14 418 817) голосов, обойдя ближайшего соперника — Бонгбонга Маркоса, сына филиппинского диктатора, — на 263 тысячи голосов (после решения Верховного суда — на почти 278,6 тысяч).
30 июня 2016 года Лени Робредо была назначена на должность вице-президента Филиппин. Взаимодействие Лени Робредо с президентом Родриго Дутерте, являющимся её политическим оппонентом, складывается непросто; сама вице-президент неоднократно становилась мишенью нападок и кампаний фейковых новостей со стороны поклонников Дутерте.